# Ленд-О-Лейкс (Флорида)
Ленд-О-Лейкс (англ. Land O' Lakes) — переписна місцевість (CDP) в США, в окрузі Паско штату Флорида. Населення — 35 929 осіб (2020).

## Географія
Ленд-О-Лейкс розташований за координатами 28°12′30″ пн. ш. 82°26′45″ зх. д. / 28.20833° пн. ш. 82.44583° зх. д. (28.208307, -82.445842).  За даними Бюро перепису населення США в 2010 році переписна місцевість мала площу 55,47 км², з яких 49,31 км² — суходіл та 6,16 км² — водойми.

## Демографія
Згідно з переписом 2010 року, у переписній місцевості мешкало 31 996 осіб у 11 777 домогосподарствах у складі 8963 родин. Густота населення становила 577 осіб/км².  Було 13114 помешкання (236/км²).
Расовий склад населення:
| - 86,8 % — білих - 5,0 % — чорних або афроамериканців - 2,9 % — азіатів - 0,3 % — корінних американців - 0,1 % — вихідців з тихоокеанських островів - 2,2 % — осіб інших рас |

До двох чи більше рас належало 2,6 %. Частка іспаномовних становила 15,2 % від усіх жителів.
За віковим діапазоном населення розподілялося таким чином: 24,7 % — особи молодші 18 років, 63,9 % — особи у віці 18—64 років, 11,4 % — особи у віці 65 років та старші. Медіана віку мешканця становила 40,2 року. На 100 осіб жіночої статі у переписній місцевості припадало 98,4 чоловіків;  на 100 жінок у віці від 18 років та старших — 95,2 чоловіків також старших 18 років.
Середній дохід на одне домашнє господарство  становив 82 805 доларів США (медіана — 69 561), а середній дохід на одну сім'ю — 92 460 доларів (медіана — 79 184). Медіана доходів становила 56 170 доларів для чоловіків та 47 096 доларів для жінок. За межею бідності перебувало 6,4 % осіб, у тому числі 5,0 % дітей у віці до 18 років та 9,2 % осіб у віці 65 років та старших.
Цивільне працевлаштоване населення становило 17 053 особи. Основні галузі зайнятості: освіта, охорона здоров'я та соціальна допомога — 26,0 %, роздрібна торгівля — 13,0 %, науковці, спеціалісти, менеджери — 11,2 %, фінанси, страхування та нерухомість — 9,7 %.